# North Smithfield
North Smithfield est une ville américaine située dans le comté de Providence, dans l’État de Rhode Island.
Selon le recensement de 2010, North Smithfield compte 11 967 habitants. 41 % de la population est d'origine franco-américaine.
La municipalité s'étend sur 24,74 milles carrés (64,08 km2), dont 23,80 milles carrés (61,64 km2) de terres.